# Roy Cooper
Roy Asberry Cooper III (Nashville (North Carolina), 13 juni 1957) is een Amerikaans politicus van de Democratische Partij. Van 2017 tot 2025 was hij gouverneur van de Amerikaanse staat North Carolina.

## Levensloop
Cooper werd geboren en groeide op in Nash County, op het platteland van North Carolina. In zijn tienerjaren werkte hij daar in de zomer in de tabaksteelt. Hij studeerde aan de Universiteit van North Carolina te Chapel Hill en werd daar de leider van de Young Democrats, de jeugdafdeling van de Democratische Partij.
Na enkele jaren te hebben gewerkt bij het advocatenbedrijf van zijn familie, werd Cooper in 1986 verkozen in het Huis van Afgevaardigden van North Carolina. Vijf jaar later stapte hij over naar de Senaat, waar hij in 1997 werd gekozen tot de Democratische meerderheidsleider. Hij bleef ondertussen ook actief in de rechten als partner van het advocatenkantoor Fields & Cooper in Rocky Mount.
In november 2000 werd Cooper verkozen tot attorney general van North Carolina. Hij trad aan in januari 2001 en werd in 2004, 2008 en 2012 gemakkelijk herkozen. Tijdens zijn vier termijnen werd hij regelmatig genoemd als kandidaat voor het gouverneurschap, maar lange tijd weigerde Cooper zich voor deze functie beschikbaar te stellen. In 2016 besloot hij het er echter op te wagen. Hij slaagde erin de Democratische voorverkiezing met gemak te winnen en moest het in de algemene gouverneursverkiezingen vervolgens opnemen tegen de zittende Republikeinse gouverneur Pat McCrory.

#### Verkiezing tot gouverneur
De gouverneursverkiezingen werden tegelijk met de Amerikaanse presidentsverkiezingen gehouden op 8 november 2016. De strijd tussen Cooper en McCrory was zeer nipt: op een totaal van 4,7 miljoen uitgebrachte stemmen bleek het verschil tussen de twee kandidaten slechts enkele tienduizenden stemmen te zijn. Met het binnenkomen van de 90.000 stemmen uit Durham County nam Cooper nipt de leiding, waarna hij de overwinning uitriep. McCrory vocht de resultaten echter aan en beschuldigde de Democraten van manipulatie en verkiezingsfraude. Hieruit volgde een wekenlange juridische twist.
Twee weken na de verkiezingen diende McCrory een officieel verzoek in tot hertellingen in Durham County. Wanneer hier grote onregelmatigheden aan het licht zouden komen, zou hij tevens hertellingen eisen in de gehele staat. De hertelling in Durham County leverde echter nauwelijks een ander resultaat op dan op de verkiezingsavond. Uiteindelijk wees men uit dat Cooper de verkiezingen met tienduizend stemmen voorsprong had gewonnen en daarmee de nieuwe gouverneur van North Carolina zou worden. McCrory gaf op 5 december zijn nederlaag toe. Het was de eerste keer sinds 1850 dat een zittend gouverneur in North Carolina werd verslagen.
De overdracht van de macht werd gepland voor 7 januari 2017, maar werd vervroegd naar 1 januari wegens het strenge winterweer. Cooper werd ingezworen in Raleigh, de hoofdstad van North Carolina. Voorafgaand aan de inauguratie hadden de Senaat en het Huis van Afgevaardigden van de staat, beide in Republikeinse handen, de macht van de gouverneur reeds ingeperkt.
Bij de gouverneursverkiezingen van 2020 stelde Cooper zich herkiesbaar voor een tweede ambtstermijn. Hij werd hierbij uitgedaagd door de Republikeinse luitenant-gouverneur Dan Forest, met wie hij sinds zijn aantreden regelmatig meningsverschillen had gehad over het uit te voeren beleid. Met 51,5% van de stemmen (tegenover 47% voor Forest) werd Cooper herkozen. Zijn tweede termijn liep tot 2025, waarna hij zich niet meer herkiesbaar mocht stellen. Op 1 januari 2025 droeg hij het gouverneurschap over aan zijn partijgenoot Josh Stein.
- Gemeinsame Normdatei: 1181736080
- International Standard Name Identifier: 0000 0000 6589 5475
- Library of Congress Control Number: no2009101063
- Virtual International Authority File: 91111821
- WorldCat: E39PBJf4g7vDqFBBgXDPgybw4q